# اتحاد (ریاضیات)

اثبات بصری اتحاد فیثاغورس. برای هر زاویه θ، نقطهcos(θ),sin(θ))) به روی دایره واحد ای میفتد که معادله x^{۲}+y^{۲}=۱ را ارضاء می‌کند؛ بنابراین cos^{۲}(θ)+sin^{۲}(θ)=۱.

در ریاضیات یک اتحاد یک رابطه برابری A = B است که A و B شامل تعدادی متغیر هستند و A و B، فارغ از اینکه متغیرهایشان چه مقادیری (معمولاً عددی) می‌گیرند، مقادیر یکسانی را تولید می‌کنند. به عبارت دیگر A = B اتحاد است اگر A و B توابع یکسانی را تعریف کنند. این به این معنی است که یک اتحاد، یک برابری بین توابعیست که متفاوت تعریف شده‌اند. برای مثال ‎ (a + b)۲  =  a۲ + ۲ab + b۲ ‏ و cos۲(x) + sin۲(x) = ۱ همانی‌اند. همانی‌ها، گاهی اوقات، بجای علامت مساوی = توسط نماد نوار سه‌گانه ≡ نشان داده می‌شوند.

## اتحادهای رایج

### اتحادهای مثلثاتی
به لحاظ هندسی، این‌ها، همانی‌هایی شامل توابعی خاصی از یک یا چند زاویه هستند. آن‌ها متمایز از اتحادهای مثلث اند که همانی‌هایی شامل هم زاویه و هم ضلع یک مثلث می‌باشند. تنها مورد پیشین در این مقاله پوشش داده شده‌است.
این همانی‌ها هنگامی مفید واقع می‌شوند که عبارات شامل توابع مثلثاتی نیازمند ساده‌سازی‌اند. یک کاربرد مهم، انتگرال‌گیری از توابع غیر توابع مثلثاتی است: روشی معمول این است که ابتدا ضابطه با یک تابع مثلثاتی جایگزین شده و سپس، انتگرال به دست آمده با یک اتحاد مثلثاتی جایگزین شود.
یک مثال {\displaystyle \sin ^{2}\theta +\cos ^{2}\theta \equiv 1,\,} برای همه مقادیر مختلط {\displaystyle \theta } (چون اعداد مختلط {\displaystyle \mathbb {C} } در دامنه sin و cos هستند) صادق است؛ بر خلاف
{\displaystyle \cos \theta =1,\,}
که تنهای برای مقادیر مشخصی از {\displaystyle \theta } همهٔ آنها. برای مثال معادلهٔ اخیر برای {\displaystyle \theta =0,\,} درست بوده و برای {\displaystyle \theta =2\,}

### اتحادهای توانی
اتحادهای زیر، برای همه مؤلفه‌های صحیح برقرار است، مادامی که پایه غیر صفر باشد:
{\displaystyle {\begin{aligned}b^{m+n}&=b^{m}\cdot b^{n}\\(b^{m})^{n}&=b^{m\cdot n}\\(b\cdot c)^{n}&=b^{n}\cdot c^{n}\end{aligned}}}
توان نیست ناجابجایی است. این در تضاد با جمع و ضرب است که برای مثال، ۲ + ۳ = ۳ + ۲ = ۵ و ۲ · ۳ = ۳ · ۲ = ۶؛ اما ۲۳ = ۸ در حالی که ۳۲ = ۲.
توان، حتی شرکت پذیر هم نیست. جمع و ضرب هستند. برای مثال
(۲ + ۳) + ۴ = ۲ + (۳ + ۴) = ۹ و (۲ · ۳) · ۴ = ۲ · (۳ · ۴) = ۲۴؛ اما ۲۳ به توان ۴، برابر ۸۴ یا ۴٬۰۹۶ است، در حالی که ۲ به توان ۳۴ برابر با ۲۸۱ یا ۲٬۴۱۷٬۸۵۱٬۶۳۹٬۲۲۹٬۲۵۸٬۳۴۹٬۴۱۲٬۳۵۲ است. به‌طور قراردادی، بدون پرانتز، ترتیب محاسبه از بالا به پایین است و نه از پایین به بالا:
{\displaystyle b^{p^{q}}=b^{(p^{q})}\neq (b^{p})^{q}=b^{(p\cdot q)}=b^{p\cdot q}.}

### اتحادهای لگاریتمی
چندین فرمول مهم، که گاهی اوقات به نام اتحاد لگاریتمی یا قوانین لگاریتم شناخته می‌شوند، لگاریتم‌ها را به یک دیگر مرتبط می‌سازند.

#### ضرب، باقیمانده، توان و ریشه
لگاریتم ضرب چند عدد، برابر است با حاصل جمع لگاریتم اعداد در حالی که ضرب شده‌اند؛ لگاریتم تقسیم دو عدد، برابر با تفاضل لگاریتم‌های آن دو عدد است. لگاریتم از توان p ام یک عدد، برابر با مضرب p ام لگاریتم خود عدد است؛ لگاریتم ریشهٔ p ام، برابر با لگاریتم عدد است که تقسیم بر p شده. تعداد تقسیم شده توسط p. جدول زیر، این همانی‌ها را با مثال فهرست کرده‌است. هر یک از این همانی‌ها را می‌توان پس از جایگزینی تعاریف لگاریتم‏ x = blogb(x)x = blogb(x) ‎ و/یا ‏ y = blogb(y)y = blogb(y) ‎ در سمت چپ به دست آورد.
| قاعده | فرمول                                                                              | مثال                                                                                                   |
| ----- | ---------------------------------------------------------------------------------- | --- |
| ضرب   | {\displaystyle \log _{b}(xy)=\log _{b}(x)+\log _{b}(y)\,}                          | {\displaystyle \log _{3}(243)=\log _{3}(9\cdot 27)=\log _{3}(9)+\log _{3}(27)=2+3=5\,}                 |
| تقسیم | {\displaystyle \log _{b}\!\left({\frac {x}{y}}\right)=\log _{b}(x)-\log _{b}(y)\,} | {\displaystyle \log _{2}(16)=\log _{2}\!\left({\frac {64}{4}}\right)=\log _{2}(64)-\log _{2}(4)=6-2=4} |
| توان  | {\displaystyle \log _{b}(x^{p})=p\log _{b}(x)\,}                                   | {\displaystyle \log _{2}(64)=\log _{2}(2^{6})=6\log _{2}(2)=6\,}                                       |
| ریشه  | {\displaystyle \log _{b}{\sqrt[{p}]{x}}={\frac {\log _{b}(x)}{p}}\,}               | {\displaystyle \log _{10}{\sqrt {1000}}={\frac {1}{2}}\log _{10}1000={\frac {3}{2}}=1.5}               |

#### تغییر پایه
لگاریتم‏ logb(x) ‎ را می‌توان با استفاده از لگاریتم x و b نسبت به یک پایهٔ دلخواهِ k، و با استفاده از فرمول زیر محاسبه کرد:
{\displaystyle \log _{b}(x)={\frac {\log _{k}(x)}{\log _{k}(b)}}.\,}
ماشین حساب‌های علمی معمول، لگاریتم را بر مبنای ۱۰ و e محاسبه می‌کنند. لگاریتم با توجه به هر پایه b تعیین می‌شود با استفاده از هر کدام از این دو لگاریتم قبلی فرمول:
{\displaystyle \log _{b}(x)={\frac {\log _{10}(x)}{\log _{10}(b)}}={\frac {\log _{e}(x)}{\log _{e}(b)}}.\,}
اگر عدد x و لگاریتمش ‏logb(x) ‎ بر مبنای عددی نامعلوم مثل bداده شده باشند، پایه به صورت زیر بدست می‌آیند:
{\displaystyle b=x^{\frac {1}{\log _{b}(x)}}.}

### اتحادهای تابع هذلولوی
توابع هذلولوی، اتحادهای بسیاری را ارضاء می‌کنند که همه آنها، در ظاهر مشابه اتحادهای مثلثاتی‌اند. در واقع قاعدهٔ Osborn,  می‌گوید که هر تساوی مثلثاتی را می‌توان با گسترش کامل آن به فرم توان‌های اصلی از سینوس و کسینوس، به یک تساوی هذلولوی تبدیل کرد، بدین صورت کهٔ sin به sinh، و cos به cosh تبدیل شده و علامت هر عبارت که شامل مضربی از ۲، ۶، ۱۰، ۱۴، … sinhs است، تغییر کند.
تابع گودرمانی، رابطه‌ای مستقیم بین توابع دوار و توابع هذلولوی که شامل اعداد مختلط نیستند، برقرار می‌سازد.